# Neuenkirchen-Vörden
Neuenkirchen-Vörden é um município da Alemanha localizado no distrito de Vechta, estado da Baixa Saxônia.